# Grigorij Lazarevič Aronov
Grigorij Lazarevič Aronov (Počep, 1º gennaio 1923 – Počep, 1º luglio 1984) è stato un regista sovietico.

## Filmografia parziale

### Regista
- Il settimo compagno di viaggio (1967)
- Zelёnye cepočki (1970)
- Vesennie perevёrtyši (1974)
- Dlinnoe, dlinnoe delo (1976)